# Международный день памяти жертв работорговли и её ликвидации

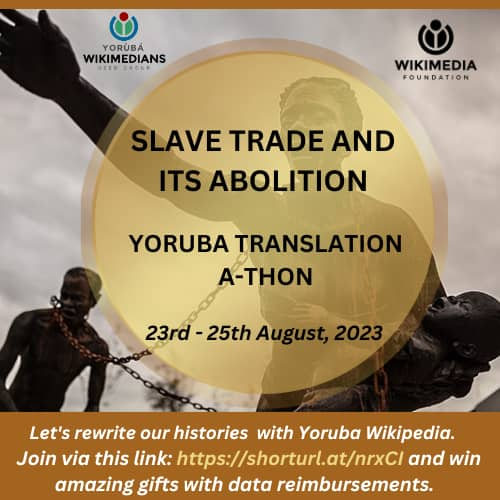
Работорговля и ее отмена на языке йоруба - это недельный марафон по редактированию, в ходе которого члены группы пользователей Викимедиа на языке йоруба перевели около 100 статей.

Международный день памяти жертв работорговли и её ликвидации (на других официальных языках ООН: англ. International Day for the Remembrance of the Slave Trade and Its Abolition, араб. اليوم الدولي لذكرى الاتجار بالرقيق الأسود وإلغائه, ‎исп. Día Internacional del Recuerdo de la Trata de Esclavos y de su Abolición, кит. 贩卖黑奴及其废除国际纪念日, фр. la Journée internationale du souvenir de la traite négrière et de son abolition
) — 23 августа. Ежегодный Международный день памяти жертв работорговли и её ликвидации объявлен в резолюции 29 С/40 Генеральной конференции ЮНЕСКО. Решение было принято на основе рекомендации, сделанной в резолюции 8.2 150-й сессии Исполнительного совета этой организации. 
ЮНЕСКО предлагает всем государствам-членам ООН принимать участие в памятных мероприятиях.
Дата 23 августа была выбрана в память о знаменитом восстании рабов, вспыхнувшего в ночь с 22 на 23 августа 1791 года на острове Санто-Доминго.
В дальнейшем в дополнение к этому дню ООН провозгласила Международный день памяти жертв рабства и трансатлантической работорговли.